# Schoterlandse Compagnonsvaart
De Schoterlandse Compagnonsvaart (Fries: Skoatterlânske Kompanjonsfeart) is een kanaal in Friesland tussen De Knipe en Hoornsterzwaag.

## Geschiedenis
In 1551 begon men ten behoeve van de veenontginning in Heerenveen vanaf de Heeresloot in oostelijke richting te graven, langs de dorpen Het Meer, De Knipe, Bontebok, Jubbega - met een afsplitsing richting de Tjonger - en Hoornsterzwaag.
Tussen Gorredijk en Donkerbroek loopt de Schoterlandse Compagnonsvaart evenwijdig aan de Opsterlandse Compagnonsvaart.
In de vaart lagen vier sluizen om het hoogteverschil te overbruggen.
De vaart had twee functies: het gebied kon er door ontwaterd worden en diende als vervoermiddel. De turf werd afgevoerd met skutsjes en het kanaal was, bij gebrek aan wegen, de enige wijze van vervoer.
In de jaren zestig werd het deel tussen Heerenveen en De Knipe gedempt. Er is geen doorgaande scheepvaart meer mogelijk.

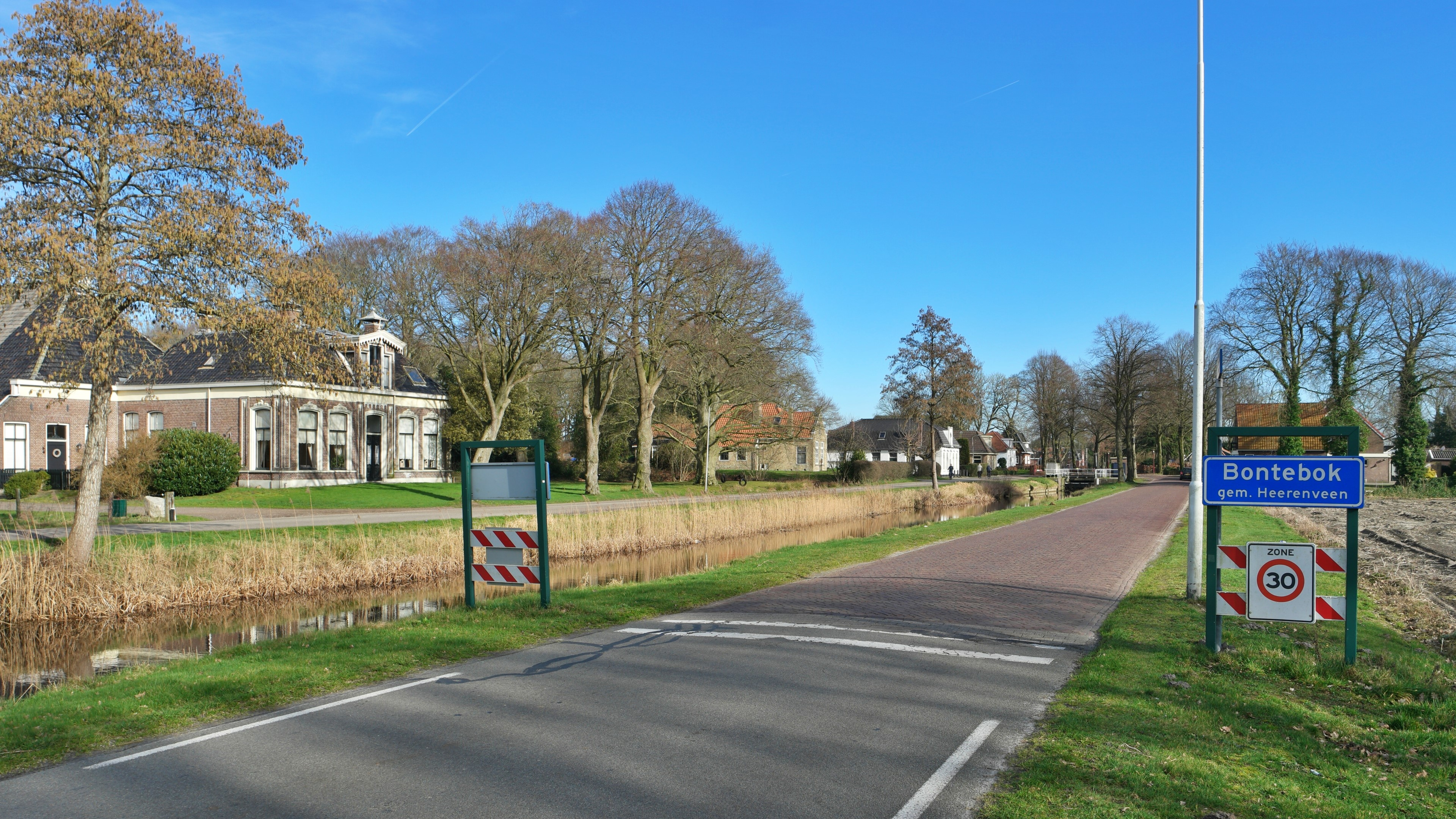
Schoterlandse Compagnonsvaart bij Bontebok